# فرودگاه هوانگیو
فرودگاه هوانگیو (به انگلیسی: Hwangju Airport) یک فرودگاه نظامی است . این فرودگاه در کشور کره شمالی قرار دارد و در ارتفاع ۸ متری از سطح دریا واقع شده‌است.